# Red Fang
I Red Fang sono un gruppo stoner rock statunitense, proveniente da Portland, Oregon.

## Storia
Nel 2005 Bryan Giles, Aaron Beam, David Sullivan e John Sherman dopo anni di amicizia e collaborazione decidono di formare i Red Fang. Il primo concerto del gruppo si svolse nel capodanno del 2006 nella loro città natale, Portland.
Il primo album omonimo venne pubblicato nel 2009 dalla Sargent House Records.
Nel settembre 2010 la band firma con l'etichetta discografica Relapse Records. Il secondo album, Murder the Mountains, viene pubblicato nel 2011 attraverso la Relapse.
Nell'estate 2011 il gruppo suona al "Rockstar Energy Drink Mayhem Festival". Tra la fine del 2011 e l'inizio del 2012 il gruppo suona in tour insieme ai The Dillinger Escape Plan come band di supporto ai Mastodon. 
In seguito al tour con i Mastodon, i Red Fang intraprendono un tour europeo da headliner accompagnati dai Black Tusk.

## Discografia
- 2009 - Red Fang (Sargent House Records)
- 2011 - Murder the Mountains (Relapse Records)
- 2013 - Whales and Leeches (Relapse Records)
- 2016 - Only Ghosts (Relapse Records)
- 2021 - Arrows (Relapse Records)

## Formazione
- Bryan Giles - voce, chitarra
- Aaron Beam - voce, basso
- David Sullivan - chitarra
- John Sherman - batteria